# Сервий Фулвий Петин Нобилиор
Сервий Фулвий Петин Нобилиор (на латински: Servius Fulvius Paetinus Nobilior) e политик на Римската република през 3 век пр.н.е.
Петин Нобилиор произлиза от фамилията Фулвии и е баща на Марк Фулвий Нобилиор (консул 189 пр.н.е.). През 255 пр.н.е. Нобилиор е избран за консул заедно с Марк Емилий Павел по времето на Първата пуническа война. Те се бият в Сицилия.